# Palazzo Zaguri

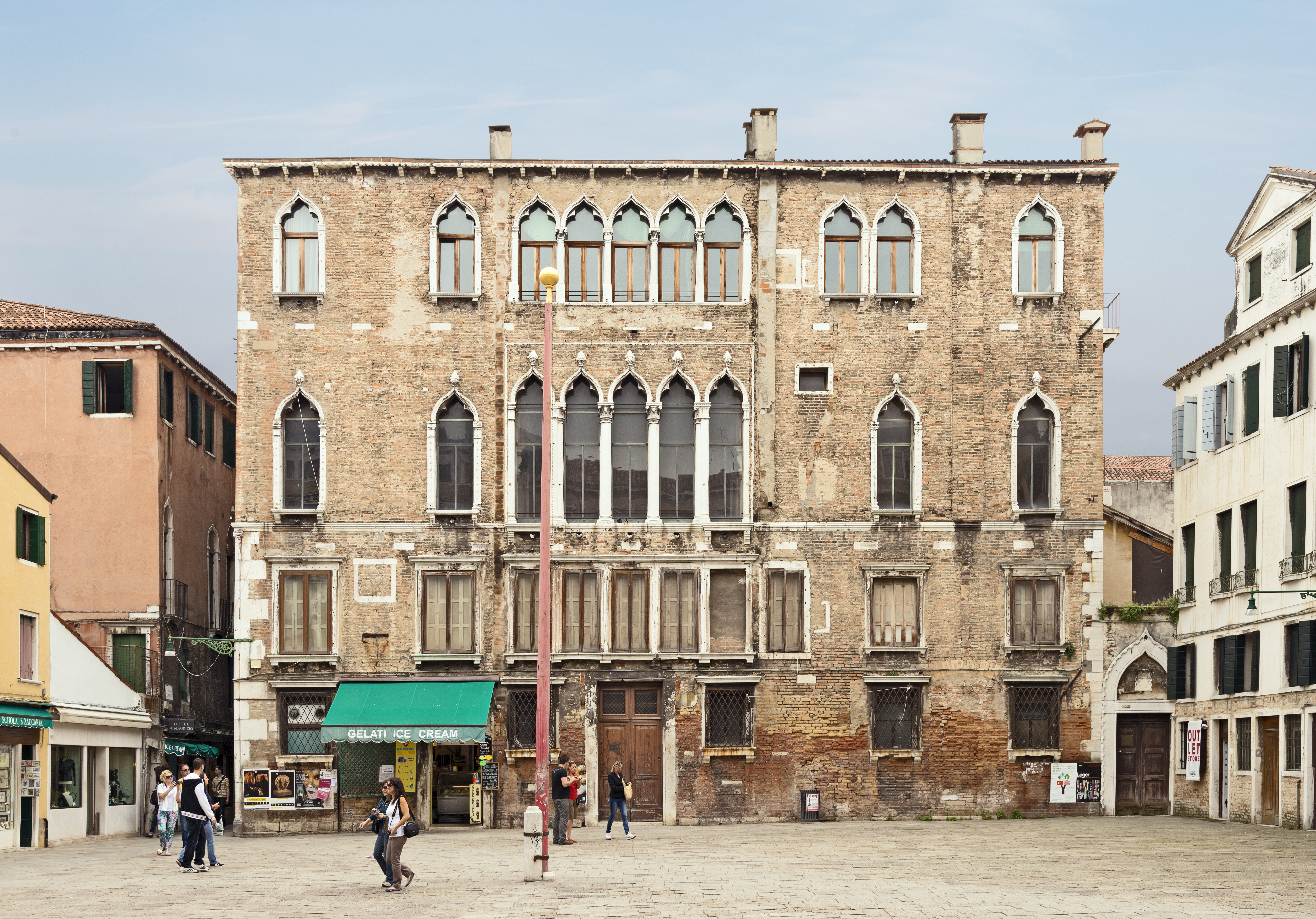
Palazzo Zaguri, Frontfassade auf den Campo San Maurizio

Palazzo Zaguri, auch Palazzo Pasqualini, ist ein Palast in Venedig in der italienischen Region Venetien. Er liegt im Sestiere San Marco mit Blick zum Campo San Maurizio. Das Gebäude aus dem 14. Jahrhundert schließt den Platz nach Osten ab und verlieh seinen Namen auch der angrenzenden Brücke über den Rio San Maurizio Malatin, die die Gegend um die Kirche San Maurizio mit der um die Kirche Santa Maria del Giglio verbindet.

## Geschichte
Die Familie Pasqualini, ursprünglich aus Mailand, die mit dem Seidenhandel großen Reichtum erlangt hatte, ließ den Palast im 14. und 15. Jahrhundert erbauen. Die Ereignisse um den Bau des Palastes bezeugt, neben den zeitgenössischen Chroniken auch das heraldische Wappen der Pasqualinis, das man noch auf der Fassade sehen kann; es zeigt den Buchstaben „P“ mit drei Balken darunter. Ein weiteres Geschlechtersymbol der Familie ist auf dem Ring des Brunnens im Innenhof sichtbar.
Die Pasqualinis, die ein Gespür für den Ruf der Kunst hatten, beauftragten zwischen 1400 und 1500 viele Skulpturen und Gemälde bei renommierten Künstlern, die in Venedig arbeiteten. Im Laufe weniger Jahrzehnte schufen sie so eine bedeutende Kunstsammlung in den Räumen ihres eigenen Palastes am Campo San Maurizio. Unter den Werken der Sammlung Pasqualini finden sich auch einige Gemälde von Gentile da Fabriano, einige Werke aus der Werkstatt von Tizian und ein paar Porträts, die Antonello da Messina 1475, während seines Aufenthaltes in Venedig, malte: Das Porträt des reichen venezianischen Juweliers Michele Vianello und das eines Familienmitgliedes, Alvise Pasqualini. Der bekannte Kunstkenner des 16. Jahrhunderts, Marcantonio Michiel, hinterließ ein Zeugnis der Großartigkeit diese Pinakothek mit enthusiastischen Worten.
Er beschrieb dort ein großes Gemälde mit dem letzten Abendmahl, das der Werkstatt von Tizian zugeschrieben wird. Ein Teil davon, auf dem ein Kopf in natürlicher Position abgebildet ist, wurde von Giorgione geschaffen. Er fügte Notizen über Werke von Gentile da Fabriano an: Eine vergoldete Stuckarbeit und ein Porträt eines jungen Mannes im Habit eines Klerikers. Auch ein Kopf des Heiligen Jakob wurde von der Werkstatt von Giorgione geschaffen, wobei er das Porträt „Christus in San Rocco“ ausnutzte, wogegen Giovanni Bellini eine halbe Figur der Madonna mit dem Kind realisierte. Zwei Köpfe, einer von Alvise Pasqualini, Vater von Antonio Pasqualini, der andere von Michiel Vianello, wurden von Antonello da Messina 1475 geschaffen; er beschreibt die Lebendigkeit des Gemäldes.
Im Palast der Pasqualinis waren der Prinz von Montenegro, Giorgio Cervnovich und seine Gemahlin (Tochter von Antonio Erizzo) nach der Flucht aus ihrem Prinzipat eine lange Zeit zu Gast. Wegen eines Komplottes, das von seinem Bruder angezettelt wurde, wurden die nördlichen Teile des venezianischen Albanien des Prinzen ein Opfer der Türken. Der Prinz fand so in Venedig einen Zufluchtsort, wo er sich niederließ und Zugang zum Patriziat der Stadt erhielt.
Die Pasqualinis besaßen den Palast bis 1521, dann verkaufte ihn Antonio Pasqualini für 5400 Dukaten an Alvise Priuli. So gelangte der Palast in den Besitz eines Zweiges der Familie Priuli und 1565 verkaufte Giacomo Priuli, ein Neffe von Alvise Priuli, einen Teil davon an den bekannten Rechtsberater Vincenzo Pellegrini, dessen Schwester Marina in erster Ehe mit Girolamo Zaguri verheiratet war. So fiel das Eigentum an diesem Teil des Palastes per testamentarischer Verfügung an die Familie des Letztgenannten, die Zaguris. Der andere Teil des Palastes verblieb noch einige Jahrhunderte lang bei den Priulis und fiel dann im 18. Jahrhundert an dieselben Zaguris, die 1740 „den Dieci Savii sopra le Decime erklären konnten, dass sie den gesamten Palast besäßen“.
Die Zaguris, nach denen der Palast heute benannt ist, stammten ursprünglich aus Kotor, wo sie unter dem Familiennamen „Saraceni“ (dt.: Sarazenen) bekannt waren. Sie kamen gegen Ende des 15. Jahrhunderts nach Venedig. 1504 erhielten sie die venezianische Staatsbürgerschaft und 1646 wurden sie ins dortige Patriziat aufgenommen. Anfang des 19. Jahrhunderts ließ Pietro Antonio Zaguri die Kirche San Maurizio, nicht weit vom Palast, neu erbauen. Die Familie Zaguri starb 1810 mit dem Tod des letzten männlichen Nachkommen, dem Literaten Pietro II. Marco Zaguri, aus. Der Palast fiel so an die Braganzes und im 20. Jahrhundert an die Stadt Venedig, die ihn 2007 zum Verkauf anbot. Heute ist der Palazzo Zaguri erneut in privater Hand und dient als Hotel. Bei kürzlich durchgeführten Arbeiten fand man unversehrte Teile eines Brunnens, der auf einigen Karten aus dem 16. Jahrhundert verzeichnet ist.

## Beschreibung

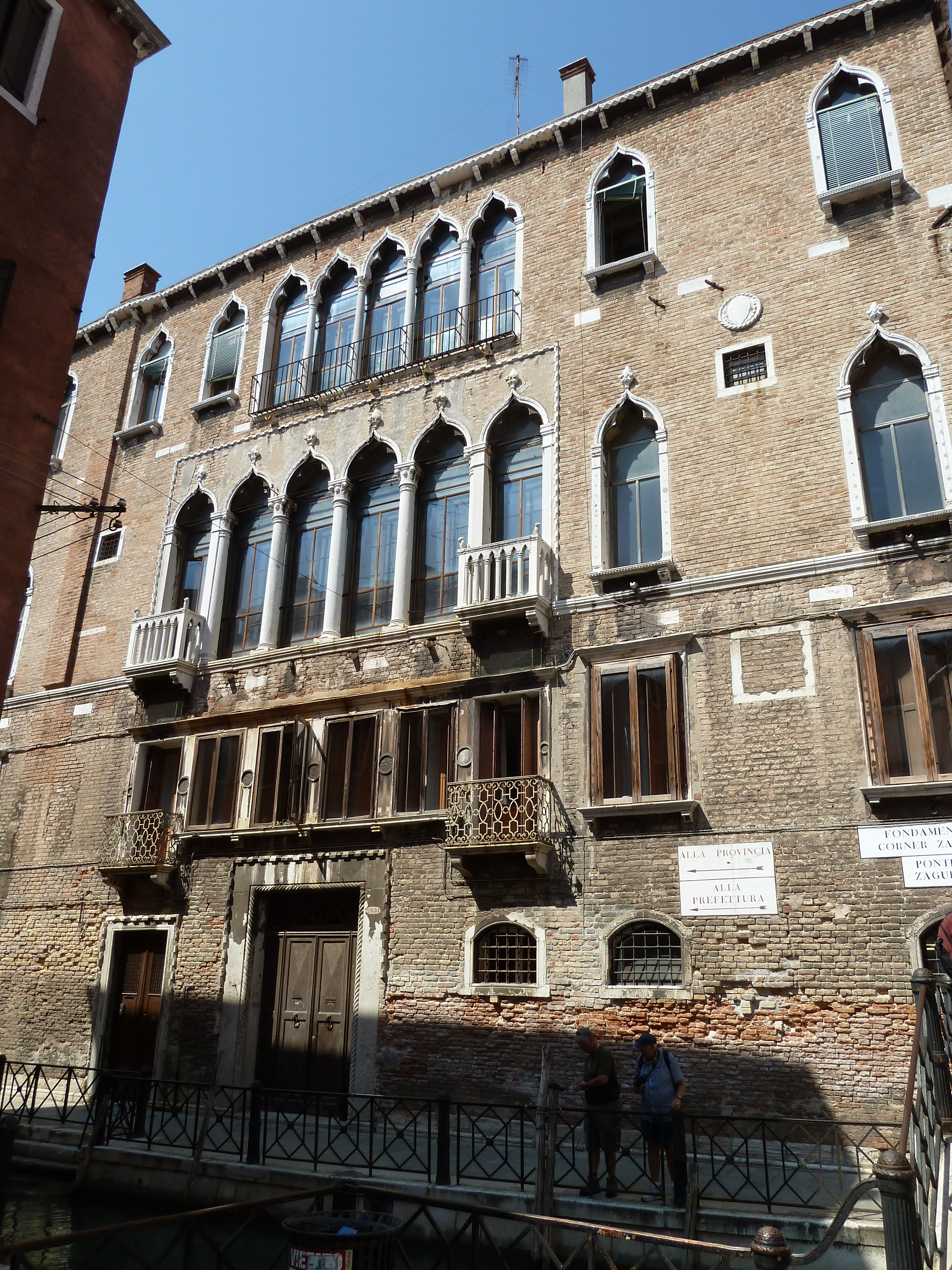
Die Rückfassade zum Rio San Maurizio Malatin hin

Das Gebäude zeichnet sich durch zwei Fassaden gleicher oder fast ebenbürtiger Bedeutung aus, beide in gotischem Stil. Eine zeigt zum Campo San Maurizio, die andere auf die Fondamenta Corner Zaguri am Rio San Maurizio Malatin. Das Gebäude aus dem 14. Jahrhundert hat einige ursprüngliche Charakteristiken verloren, insbesondere im Erdgeschoss.
Die Frontfassade zum Campo San Maurizio hat zwei Fünffach-Kielbogenfenster, die wertvolleren davon im ersten Hauptgeschoss. Flankiert werden diese von etlichen Einzelfenstern und einem Doppelfenster im zweiten Hauptgeschoss. Diese Fassade zeigt zum Palazzo Molin Campo San Maurizio und zum Palazzo Bellavite Baffo hin. Ganz rechts im Erdgeschoss liegt ein Kielbogenportal.
Die Rückfassade zeigt die Reste einer Cavana, ein Hinweis, dass der Fußweg dort später errichtet wurde, sowie ein Sechsfach- und ein Fünffach-Kielbogenfenster in den Hauptgeschossen. Das imposante Sechsfachfenster im ersten Obergeschoss ist eigentlich ein Vierfachfenster, das von zwei Einzelfenstern flankiert wird. Es ist von einem karierten Fries umrahmt, durch drei Säulen mit Kapitellen und Rosetten geteilt und von zwei seitlichen Pilastern umgeben.